# Myrmarachne macleayana
Myrmarachne macleayana este o specie de păianjeni din genul Myrmarachne, familia Salticidae. A fost descrisă pentru prima dată de Bradley, 1876. Conform Catalogue of Life specia Myrmarachne macleayana nu are subspecii cunoscute.